# Markus Redl

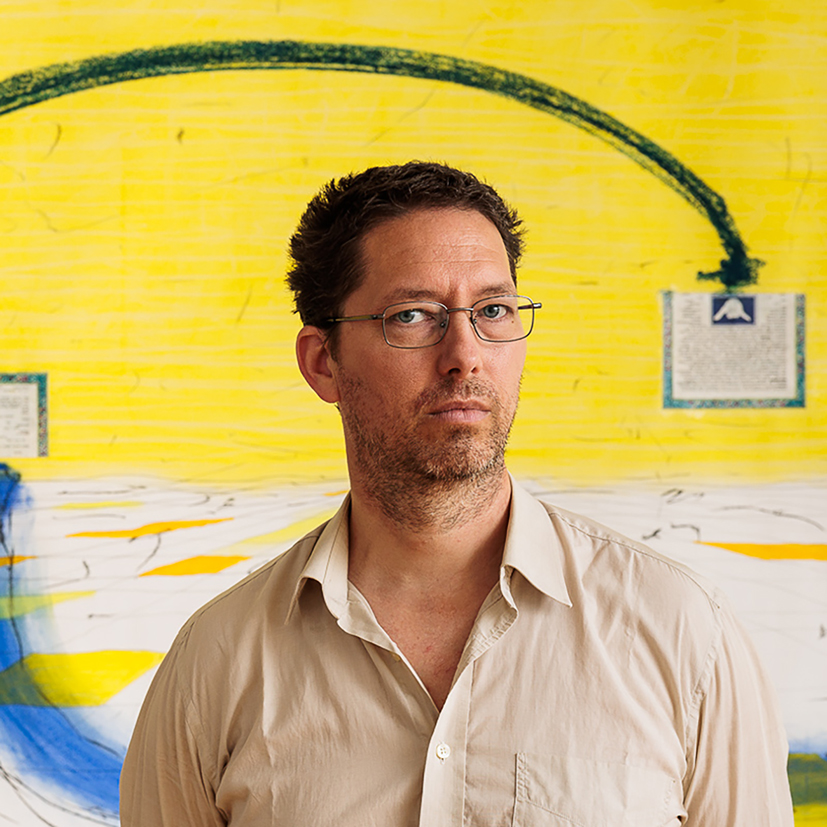
Markus Redl 2024

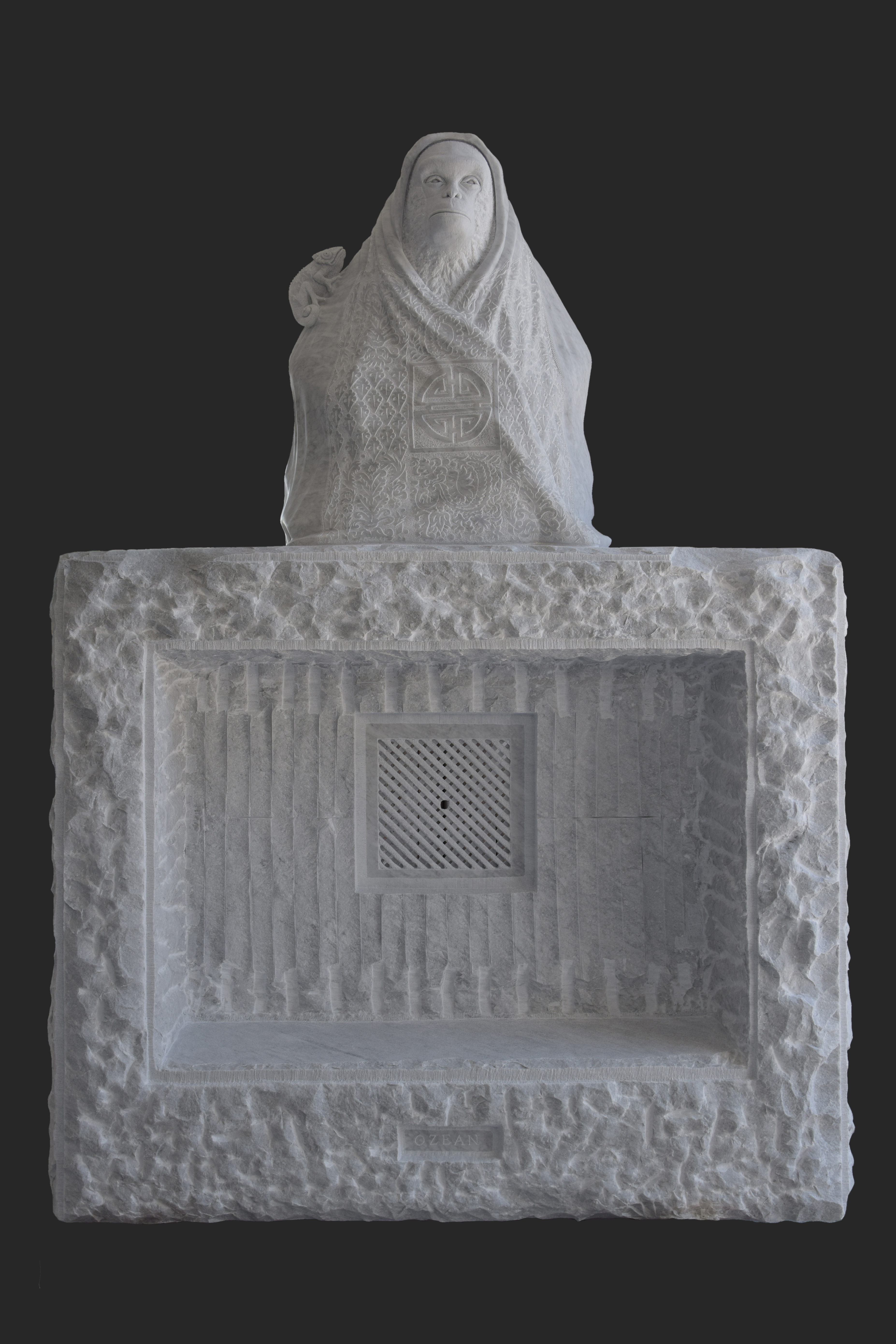
Stein 155 [Die Logik der Sorge / Von Ozean zu Ozean / Auf den Schultern von Riesen], Carrara Marble (240 x 180 x 75 cm), von Markus Redl (2019-20)

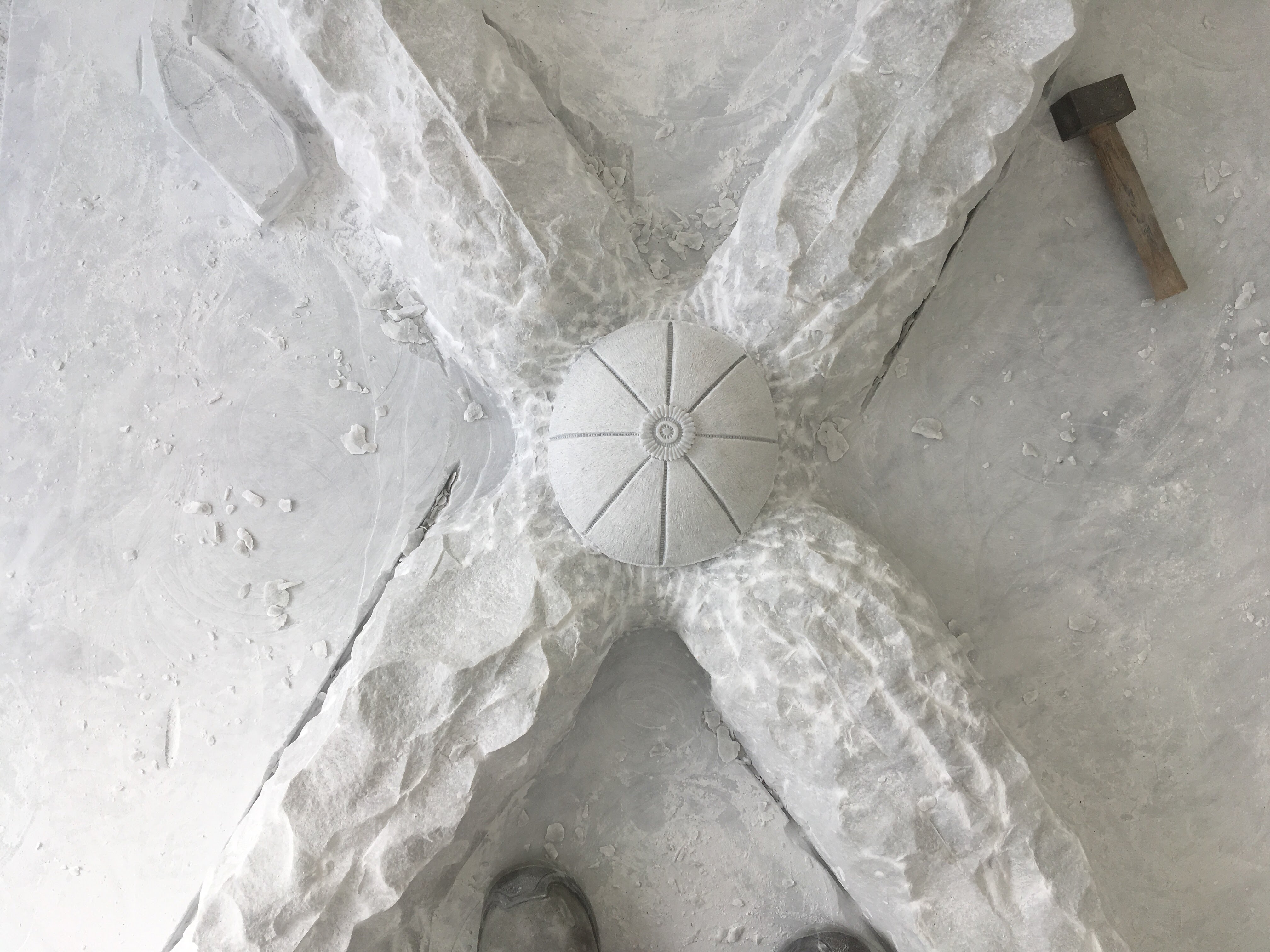
Markus Redl, Stein 150 [Der Hindukusch bleibt vorerst], 2018, Bianco Carrara Marmor auf Stahl, 205 × 140 × 110 cm

Markus Redl (* 1977 in Klosterneuburg) ist ein österreichischer Zeichner, Bildhauer und Autor.

## Leben
Markus Redl studierte zunächst Psychologie an der Universität Wien und dann von 1998 bis 2004 an der Universität für angewandte Kunst in Wien bei Ingeborg Strobl und Erwin Wurm.
Als Bildhauer arbeitet er vorwiegend mit Marmor und Bronze aber bezieht auch Stahl und Holz in seine Arbeit mit ein. Einen weiteren Schwerpunkt stellt die Zeichnung dar und die Beschäftigung mit Literatur, weshalb Text beziehungsweise Schrift in allen Aspekten seines Œuvres eine zentrale Rolle übernimmt.
1996 war er Josef Mertin begegnet, woraus sich eine Zusammenarbeit mit dessen Tochter, der Schauspielerin Anne Mertin ergab. Jahrelang gestaltete Redl dann Bühnenarbeiten für die Off-Theater-Gruppe Stadt Theater Wien, später Fritzpunkt, er arbeitete dabei auch mit dem Schweizer Theatermacher Fred Büchel zusammen.
2004 begann Redl mit der Arbeit an einer Bibliothek der Steine. Damit schaffte er sich einen konzeptionellen Rahmen, in dem er postmoderne Spielarten der Kunst mit dem Material Stein und seiner traditionsreichen, handwerklichen Bearbeitung in Beziehung setzt. Aussagen, die sich selbst aufheben, sind ein Merkmal der künstlerischen Arbeit von Redl. Der poststrukturalistische Zustand der Reflexion und Dekonstruktion wird als Auge, das sich selbst nicht sehen kann, aber um seine Existenz weiß, bearbeitet und deutlich gemacht.
Seine erste große Einzelausstellung hatte er 2005 in der Neuen Galerie in Graz mit dem Kurator Günther Holler-Schuster. Danach beginnt die Zusammenarbeit mit dem Galeristen Mario Mauroner, in Salzburg und Wien, so wie etlichen anderen Galerien wie zum Beispiel mit der Galerie Chobot und der Galerie Kandlhofer in Wien. Nach Veröffentlichungen von Textcollagen und Essays kommt es zur Zusammenarbeit mit der Verlegerin Batya Horn. 2024 erscheint der erste Bühnentext, eine Groteske. Bereits seit 2020 arbeitet Markus Redl an der Bibliothek der Steine Teil II: „ein Angriff auf das Archiv […] Autor_innen bilden ein Anarchiv“.
Ein bekannter Sammler ist der deutsche Unternehmer und Kunstförderer Reinhold Würth, für den Redl in einem Arbeitsprozess von 14 Monaten eine begehbare Skulptur (Obdach) aus einem Marmorblock von 45 Tonnen geschaffen hat. Dieses monumentale Werk wurde 2011 in Salzburg am Abfalterhof (Villa Preuschen) für Reinhold Würth installiert. Weitere Werke Redls sind im Würth Skulpturengarten am Firmensitz in Künzelsau-Gaisbach zu sehen.
Markus Redl lebt und arbeitet in Wien.

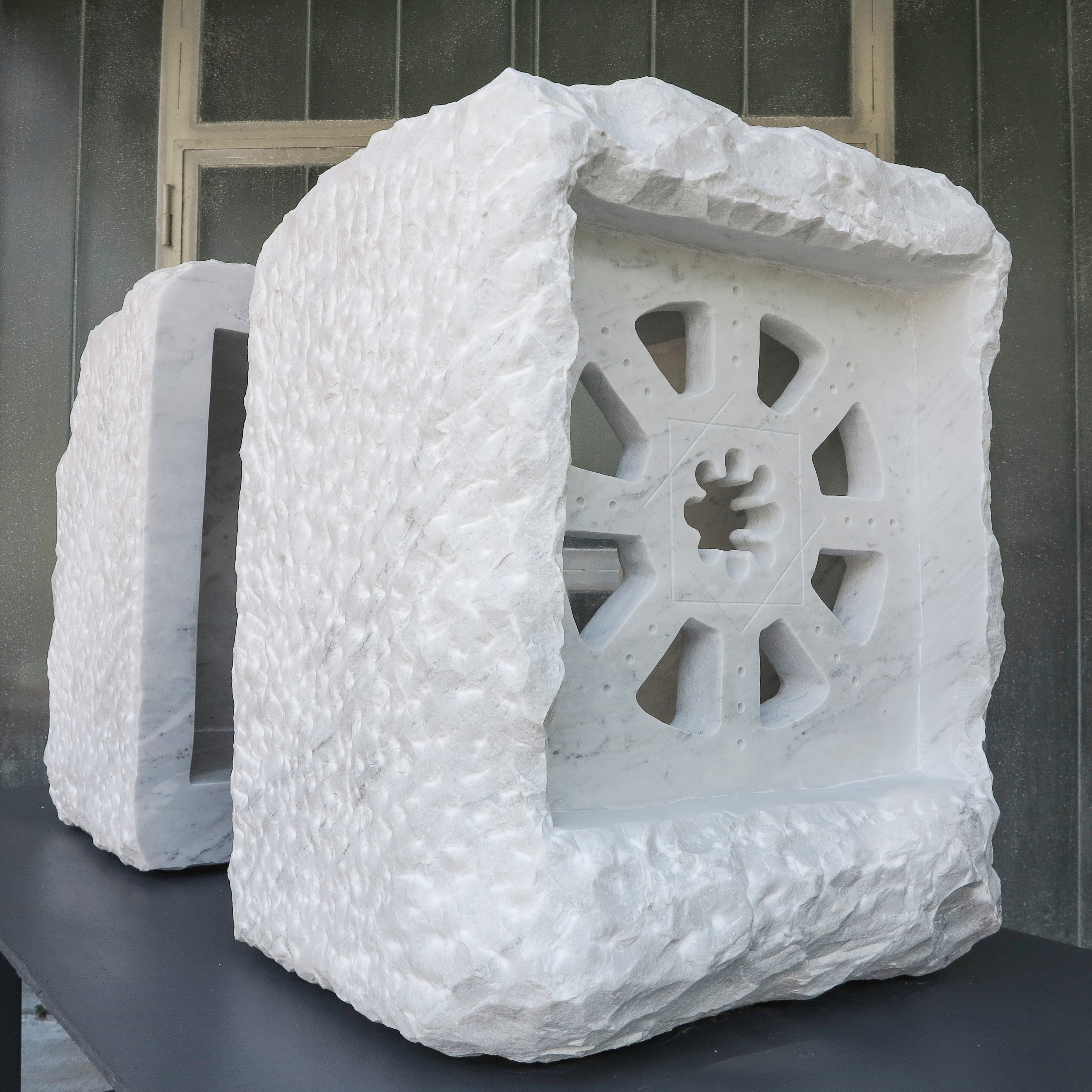
Markus Redl, Stein 142-143 (Rechtsfreier Raum), 2015, Bianco Carrara Marmor, 200 × 170 × 100 cm
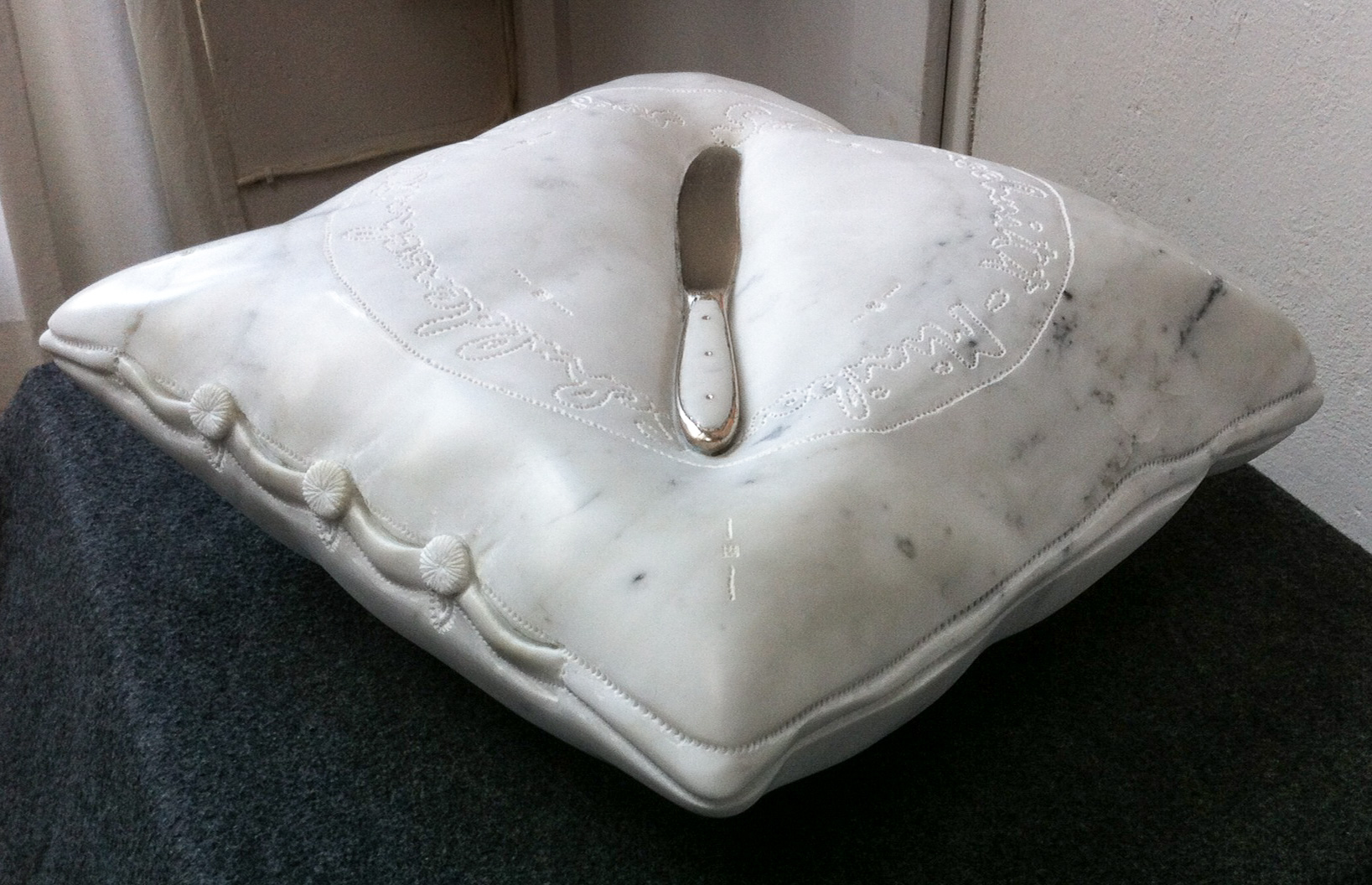
Markus Redl, Stein 144 [Schuldenschnitt], 2015, Bianco Carrara Marmor und Weißgold, 17 × 15 × 12 cm
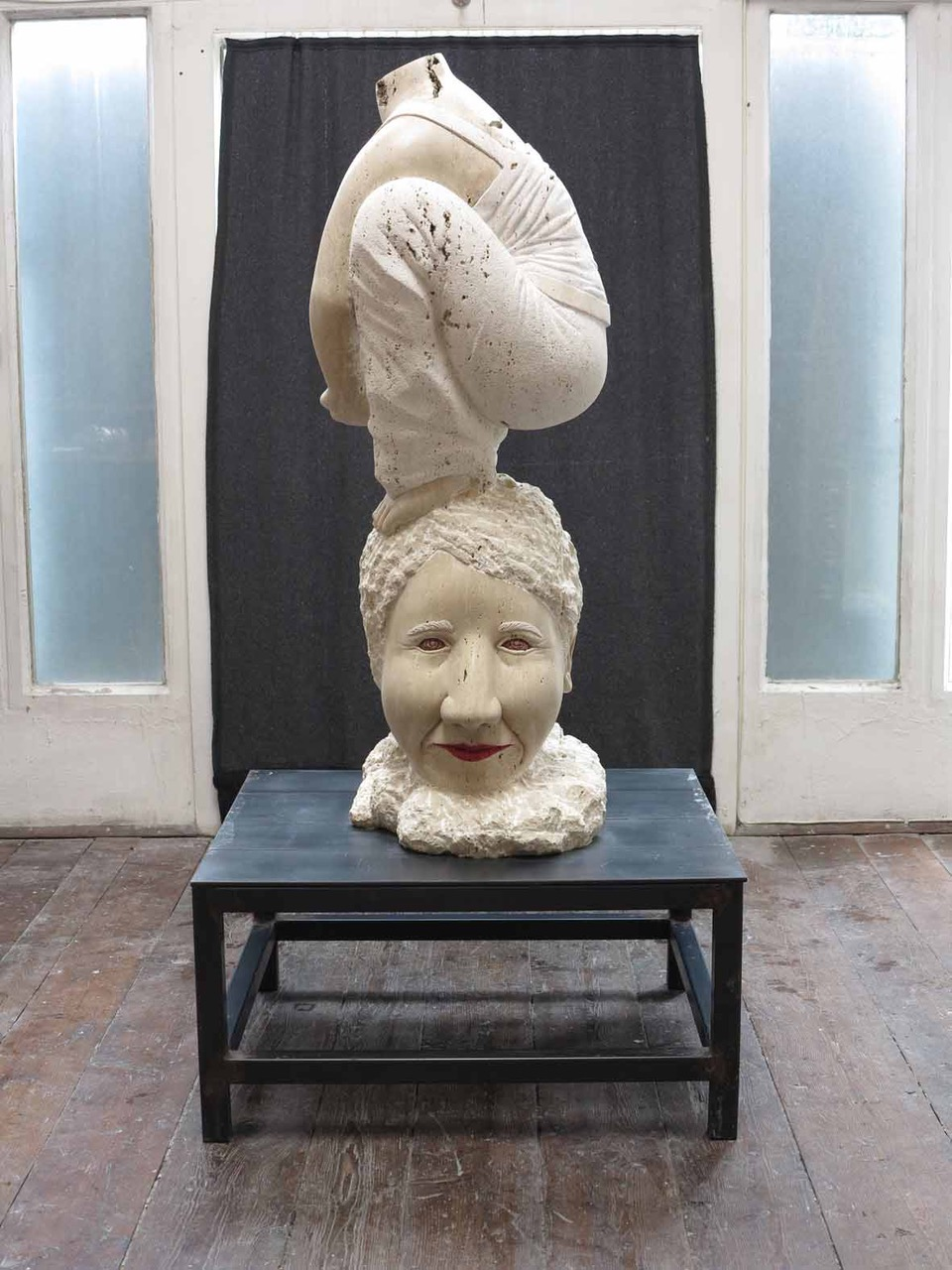
Markus Redl, Stein 131 [Don´t contact me, I´m happy], 2013, Römischer Travertin, Gefärbt, 185 × 90 × 80 cm
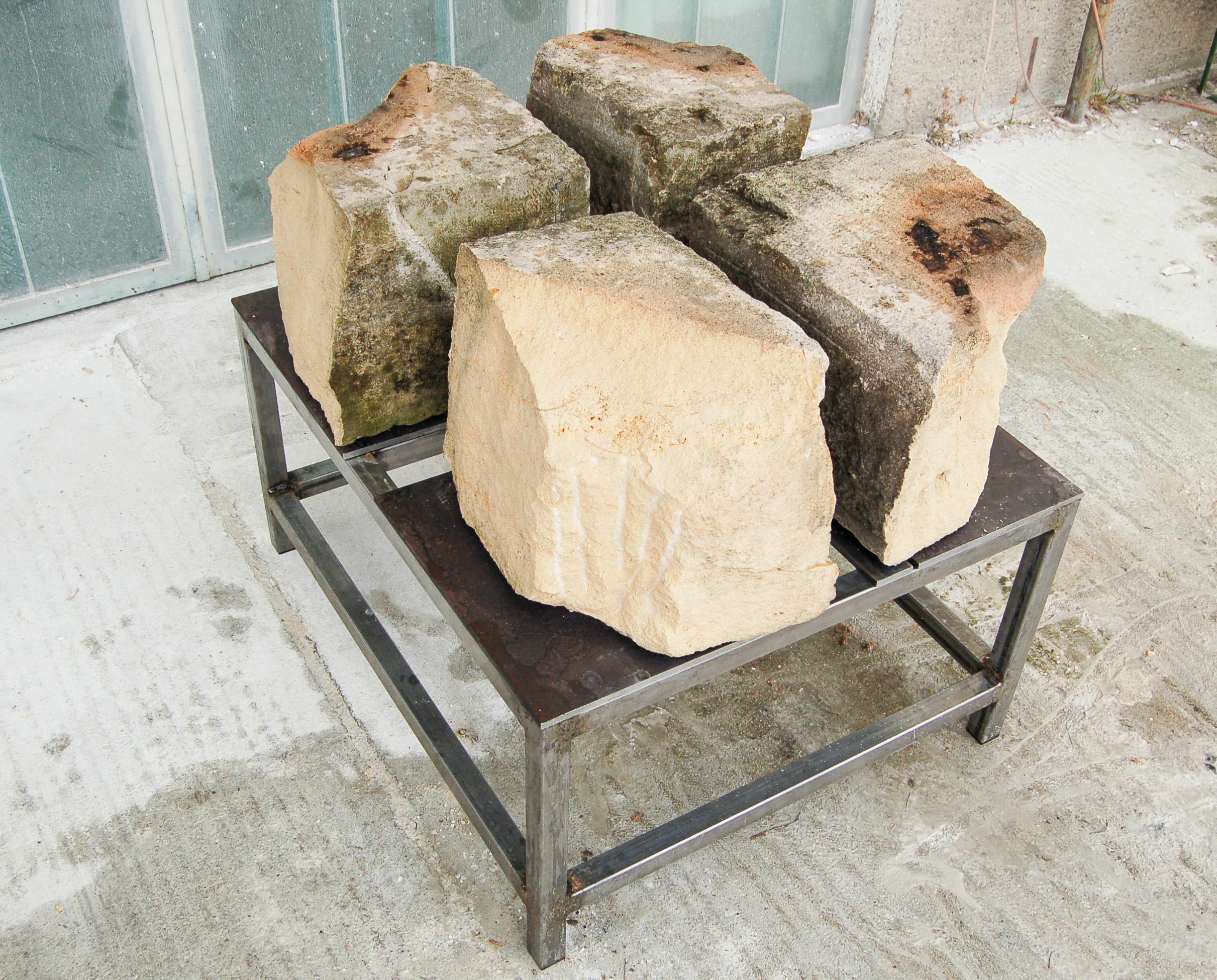
Markus Redl, Stein 114–117 (Ein Stein gevierteilt), 2010, Muschelkalk Sandstein auf Stahl, 100 × 85 × 85 cm
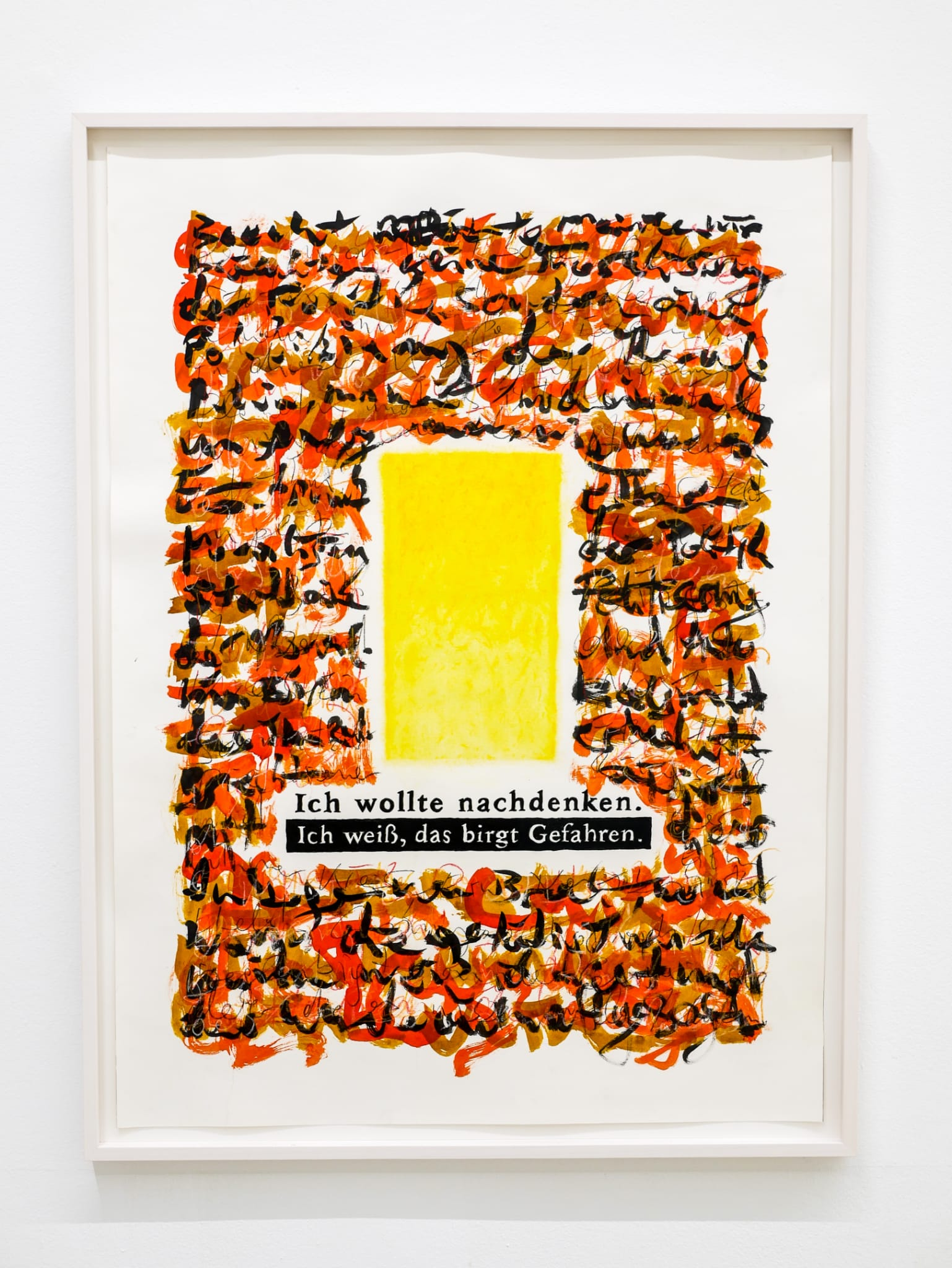
Markus Redl, Brecht-Zyklus I, 2020, Tusche, Bleistift, Kohle, Pastell, Papier, 95 × 71 cm
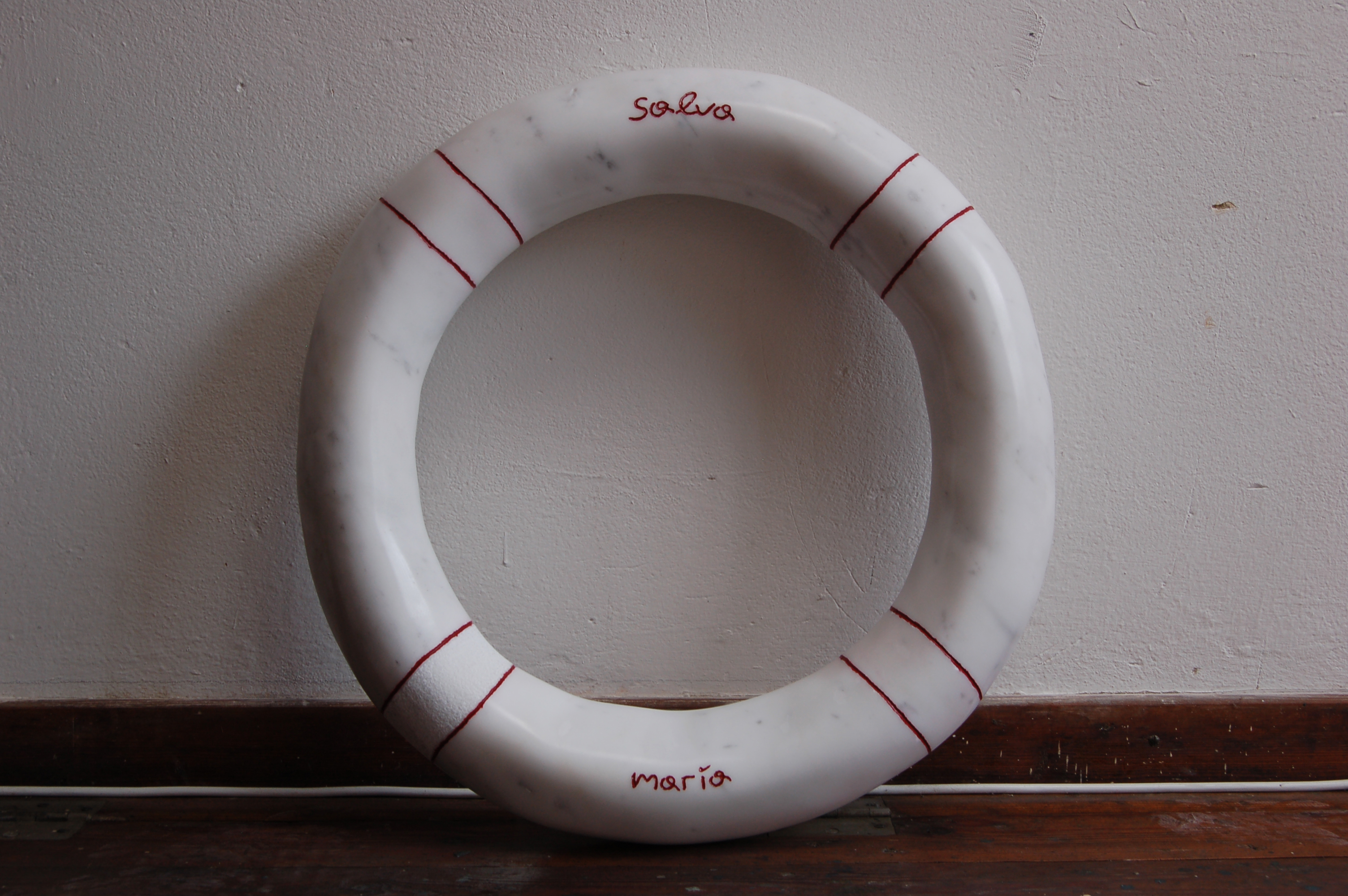
Markus Redl, Stein 112 [Welcome Aboard], 2009, Bianco Carrara Marmor, 60 × 60 × 10 cm

## Ausstellungen (Auswahl)

### Einzelausstellungen
- 2024: Zwischen den Ufern, Galerie Splitter Art, Wien
- 2021/22: Flussmitte, Galerie Kandlhofer, Wien
- 2017: MUDRAS, Galerie Lisabird Contemporary, Wien

### Gruppenausstellungen (Auswahl)
- 2023: Golden Brown, gottrekorder, Graz
- 2020: ’’A.E.I.O.U.’’, Galleri Würth Hagan, Norwegen
- 2019: Ich bin alles zugleich, Landesgalerie Niederösterreich / Eröffnung
- 2017: Skulpturenpark, Carmen Würth Forum, Künzelsau, Deutschland / Eröffnung
- 2015: "Von Hockney bis Holbein – Die Sammlung Würth in Berlin", Martin-Gropius-Bau, Berlin
- 2015: Skulpturen im Park, Schloss Halbturn, Burgenland
- 2015: Strukturen, kunstGarten Graz, Graz
- 2014: ’’Galerie der Moderne’’, Stiftsmuseum Klosterneuburg, Niederösterreich
- 2013: Der Würth Skulpturen Garten, Schloss Arenberg, Salzburg
- 2013: Menagerie / Tierschau aus der Sammlung Würth, Kunsthalle Würth, Schwäbisch Hall, Deutschland
- 2013: Wo die Kunst sich sammelt, Museum Angerlehner, Thalheim bei Wels
- 2013: ’’A.E.I.O.U. – Österreichische Aspekte in der Sammlung Würth’’, Museum Würth, Künzelsau, Deutschland
- 2013: ’’Hl. Leopold – Mensch, Politiker, Landespatron’’, Landesmuseum Niederösterreich, St. Pölten, Niederösterreich

## Publikationen (Auswahl)
- Nichtschwimmer_in. Ein Wir_stück in einem Akt. Groteske. – Erschienen im Verlag Edition Splitter, Wien 2024, ISBN 978-3-9519763-5-8
- Flussrand Eins – Uferlos – Erschienen im Verlag für moderne Kunst, VFMK, Wien 2023, ISBN 978-3-99153-030-5
- Flussmitte – Porträts der Dinge – Erschienen im Verlag für moderne Kunst, VFMK, Wien 2021, ISBN 978-3-903796-77-5
- Geschichtengesättigter Raum/Bibliothek der Steine – Erschienen im Verlag für moderne Kunst, 2019, ISBN 978-3-903269-81-1
- APORIE – OLYMPIA / FESTUNG EUROPA – POSTCONTEMPORARY – Erschienen im Verlag für moderne Kunst, VFMK, Wien 2017, ISBN 978-3-903228-21-4